# Institución Cultural y Deportiva Pedro Echagüe
La Institución Cultural y Deportiva Pedro Echagüe es un club deportivo ubicado en la Ciudad Autónoma de Buenos Aires, Argentina. Fue fundado en el año 1934. Posee un equipo de patín artístico , vóley, futsal, taekwondo, y básquetbol que participa en la tercera categoría del baloncesto Argentino, Torneo Federal de Básquetbol (antigua Liga B).

## Historia

### 1928 - 1960

#### Los inicios
Los inicios del club se remontan al año 1928, cuando el Club Nacional Argentinos, cierra sus puertas a toda actividad quedando solamente un modesto equipo de fútbol que sin sede social, siguió defendiendo sus colores y el nombre del club en el que habían sido cobijados. Así, en el 17 de octubre de 1934, luego de haber obtenido el primer puesto en un torneo de fútbol, veinticinco jóvenes suman sus voluntades y anhelos para reorganizar su club de barrio. En principio el club llevaría el mismo nombre, hasta que en 1940 una disposición prohíbe el uso de nombres que pudieran identificarse con un país o nacionalidad, por lo que se decide renombrar la entidad como "Institución cultural y deportiva Pedro Echagüe".

#### Se hace necesaria una sede social y un gobierno
Por el voto y voluntad de los presentes se elige la que fuera la primera comisión directiva, quienes resuelven alquilar la finca ubicada en la calle Gregorio de Laferrere 3383, para que allí funcione la sede social. La comisión directiva se hizo cargo del alquiler del Inmueble. Así llega el año 1936.Con solo 3 meses de alquiler de Deuda. Con trabajo desinteresado, una buena administración y juntando peso sobre peso, más un préstamo de los allegados a la institución, se logra comprar en la suma de $10.000, Moneda Nacional, la Sede Social, dando comienzo a los cimentos del patrimonio de la entidad. En el año 1934, el crecimiento de la masa societaria lleva a adquirir un local más amplio, viendo los dirigentes de entonces, una buena oportunidad la compra de una finca ubicada en la calle Portela 836, sede en la actualidad. En la necesidad de generar recursos genuinos, pues la nueva casa demandaba más dinero y trabajo para su crecimiento, se dio inicio a los bailes de Carnaval, los cuales tiene tanto éxito que por si solos alcanzan a solventar las obras programadas.

#### Ampliación de la sede y personería
En marzo de 1945 se compra la propiedad lindera a la propiedad ubicada en Portela 852 y en septiembre del mismo año se inician las tareas de ampliación de la pista de baile con vista al próximo carnaval. En ese mismo año se logra la personería jurídica, lo que permitirá desenvolverse como sujeto de derecho, con todos los atributos que ello confiere. El barrio crece y los baldíos desaparecen y es entonces cuando la práctica deportiva en espacios reducidos comienza a desarrollarse, y es así como se instala el baloncesto, que a lo largo de los años daría la mayor alegría de la historia del club consiguiendo triunfos importantes, se va agregando el patín y el fútbol de salón. Mientras tanto, gestiones ante el Ministerio de Justicia e Instrucción Pública, dan por resultado la adquisición de más de un centenar de libros, dando origen a la biblioteca, la que asistirá y colaborará con la institución, durante muchos años, de los niños de la zona. Llegado el año 1960 una inspección Municipal no autoriza las instalaciones construidas dado el alto grado de inflamabilidad de los techos. Se toma una decisión drástica: hay que demoler todo y comenzar de nuevo.

### 1961 - Actualidad

#### Reconstrucción
Durante dos años el Club permanece cerrado por obras, los fondos recaudados habían alcanzado para erigir la loza de la planta baja, entrepiso y sótano. No existían paredes ni ventanas, y nuevamente un grupo de socios comienzan a dar forma al edificio, levantando paredes, inventando recursos y comprometiendo a los más allegados a la institución. En el año 1968 el equipo de baloncesto logra el ascenso a primera división debiéndose techar la cancha para poder competir en dicha categoría. Entrada la década del 70, se comienzan a colocar los cerramientos y se embaldosa la cancha de baloncesto. Entre los años 1975 y 1976, se construye en lo que fuera la terraza, un nuevo gimnasio, embaldozado y techado. El aporte económico de las cuotas sociales, bailes y bonos contribución, acompañando por el trabajo desinteresado y a veces con sacrificio de muchos de sus directivos. En el año 1974, comienza a funcionar la 'Peña de Tango' la que aún en nuestros días continúa vigente. Las obras continúan su ritmo sostenido, ya los hijos y familiares de aquellos pioneros, se hacen cargo de los destinos de la institución y se comienzan los revestimientos de sus paredes y pisos. Tan grande es el crecimiento, que nuevamente el espacio es chico y en los ochenta y principio de los noventa, se encara la construcción de un tercer gimnasio, sobre la vieja cancha de baloncesto, y más vieja aún pista de baile logrando una superficie construida de más de 3000 metros cuadrados.
En 1997, surge la oportunidad de la compra de una casa, en la misma calle Portela, separada de nuestra sede por dos fincas, es una nueva posibilidad de crecimiento aunque no de la más rápida utilización, pero aun así decidimos seguir el ejemplo de nuestros mayores y apuntar al futuro, por lo tanto se decide su compra. Los recursos surgirán de lo producido por la recaudación de cuotas sociales, eventos habituales y especiales y la colaboración económica de muchos socios y amigos de la institución.
En marzo de 2013, siempre deseosos de expandir sus terrenos la Institución Cultural y Deportiva Pedro Echagüe adquirió el predio lindero del club donde se construirá una pileta de natación, quincho y parrillas. Además, se extenderá el gimnasio Nro.3 de básquet que contará con capacidad para 1.600 espectadores, actualmente cuenta con 934 localidades y aprobado para jugar TNA.
En la temporada 2022/23 el club participará como desde hace varios años en La Liga Federal, tercera categoría del baloncesto a nivel nacional.

### Presidentes
| N.º | Presidente             | Mandato         |
| --- | ---------------------- | --------------- |
| 1   | Enrique Gomez          | 1934 - 1935     |
| 2   | Angel Violante         | 1936 - 1937     |
| 3   | Enrique Gomez          | 1938 - 1939     |
| 4   | Angel Violante         | 1940 - 1941     |
| 5   | Enrique Gomez          | 1942 - 1943     |
| 6   | Jose M. Schanly        | 1944 - 1947     |
| 7   | Enrique Gomez          | 1948 - 1950     |
| 8   | Armando Chacra Salerno | 1951 - 1593     |
| 9   | Angel Violante         | 1954 - 1955     |
| 10  | Norberto Feretti       | 1956 - 1959     |
| 11  | Victor Bencivengo      | 1960 - 1966     |
| 12  | Jose A.Capano          | 1967 - 1970     |
| 13  | Victor Bencivengo      | 1971            |
| 14  | Horacio E. Antoliche   | 1972            |
| 15  | Ricardo Colonna        | 1973            |
| 16  | Jose A.Capano          | 1974            |
| 17  | Horacio E. Antoliche   | 1975            |
| 18  | Hector Tejeiro         | 1976            |
| 19  | Jose A.Capano          | 1977 - 1978     |
| 20  | Angel R. Albamonte     | 1979 - 1981     |
| 21  | Alberto Ceruti         | 1982            |
| 22  | Alberto R.Antoliche    | 1983 - 1986     |
| 23  | <Angel R. Albamonte    | 1987 - 1990     |
| 24  | Alfredo Oliva          | 1991            |
| 25  | Alberto R. Antoliche   | 1992 - 2000     |
| 26  | Sergio Rodriguez       | 2001 - 2002     |
| 27  | Jorge H. Antoliche     | 2003 - 2006     |
| 28  | Sergio Rodriguez       | 2007 - 2009     |
| 29  | Jorge Antoliche        | 2010 - 2015     |
| 30  | Ruben Galera           | 2016 - Presente |

## Básquetbol

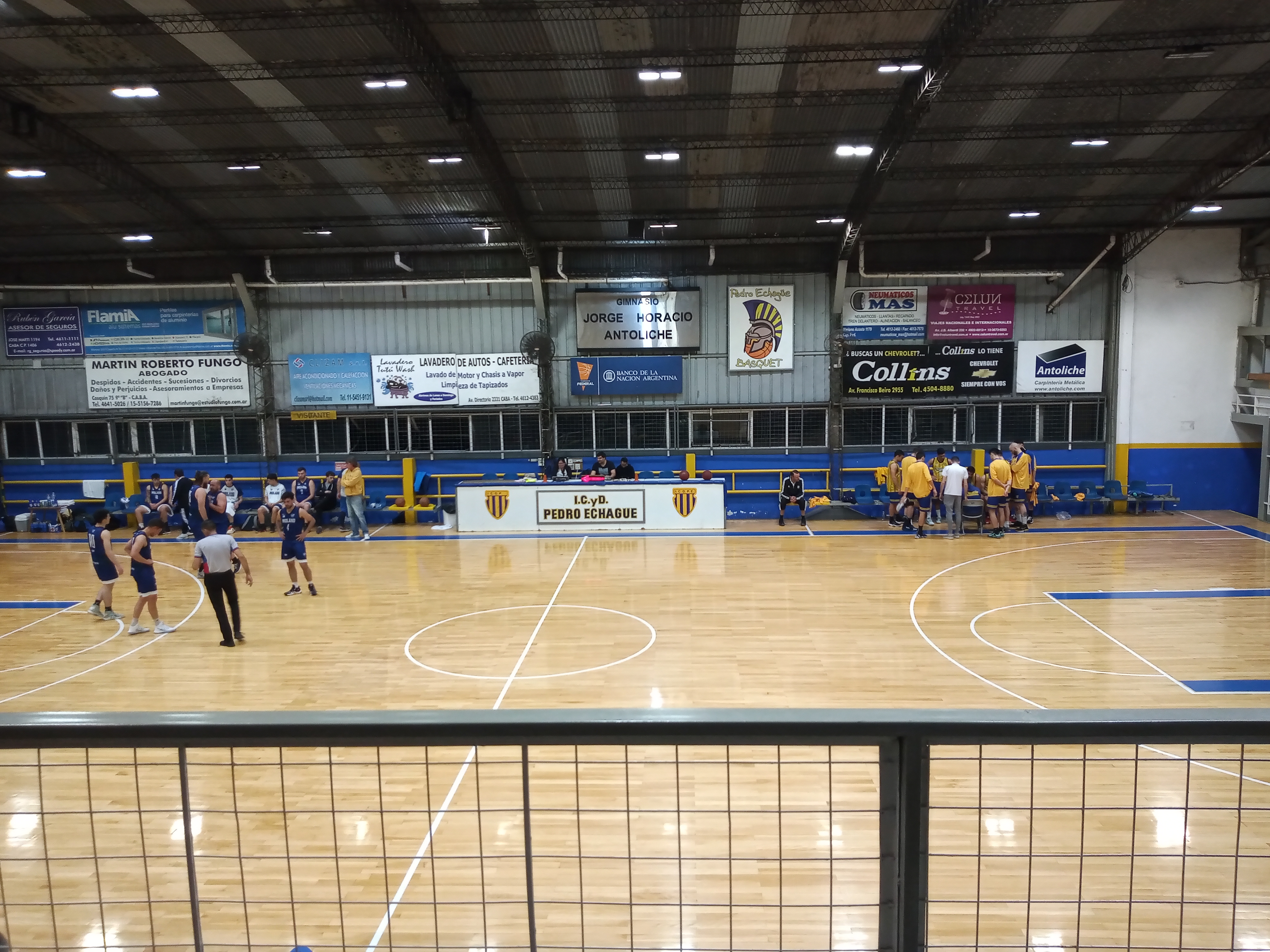
Partido de básquetbol en el Club Pedro Echagüe

### Resultados históricos

#### Categorías de ascenso (2017 a presente)
| Temporada                            | Pos. Fase Regular (división)   | Pos. Play-offs (general) | Observaciones |
| ------------------------------------ | ------------------------------ | ------------------------ | ------------- |
| Torneo Federal de Básquetbol 2017-18 | 6° (División Metropolitana)    |                          | Anexo         |
| Liga Federal de Básquetbol 2022      | 3° (División FEBAMBA - Centro) | No clasificó             |               |

## Voleibol
El club participa desde 2014 en los torneos femeninos de la Federación Metropolitana de Voleibol, desempeñándose en 2022 en la quinta división.